# Pietre di Jarl Hakon
Le Pietre di Jarl Hakon sono delle pietre runiche risalenti al tempo di Canuto I d'Inghilterra.
Due delle pietre incise, una sita nell'Uppland (U 617) e una in Småland (Sm 76) citano un certo Jarl Hakon, ma gli studiosi non sono ancora del tutto convinti che si tratti della stessa persona. Tutti i possibili "Jarl Hakon" noti sono stati candidati come possibili destinatari delle citazioni: Haakon Sigurdsson (m. 995), Håkon Eiriksson (m. 1029), Hákon Ívarsson (m. 1062) e Hákon Pálsson (m. 1122). La tesi più comune tra gli studiosi (Brate, von Friesen, Wessén, Jansson, Kinander e Ruprecht) vede attribuire le due pietre runiche a due diversi personaggi, di cui uno Svedese e l'altro Norvegese.

## U 16
Questa pietra runica venne rinvenuta sull'isola di Ekerö, ma è andata perduta nel tempo. Fu descritta la prima volta da Johannes Bureus (1568 – 1652) e fu disegnata da Leitz nel 1678. Nel 1680 Johan Hadorph osservò che il nome del defunto inciso sulla pietra fu morso dalle genti locali, i quali credevano che questa azione avrebbe curato il mal di denti. Elias Wessén notò che le parole roði HakonaR si riferivano ad una organizzazione militare, chiamata Fyrd, comandata da un uomo di nome Hákon, il quale doveva essere uno Jarl. Ma lo studioso ha fatto notare che, più probabilmente, che il nome Hákon si riferisse al re svedese Haakon di Svezia. Altri studiosi individuano l'uomo citato sulla pietra con Håkon Eiriksson, come indicato sulla Sm 76, mentre Omeljan Pritsak ritiene che l'uomo citato sulla stele abbia fatto parte delle forze armate al comando di Håkon Eiriksson di stanza in Inghilterra.

### Traslitterazione in caratteri latini
[kuni * auk : kari : raisþu * stin * efiR ...r : han : uas : buta : bastr : i ruþi : hakunar]

### Trascrizione in norreno
Gunni ok Kari ræisþu stæin æftiR ... Hann vas bonda bæstr i roði HakonaR.

### Traduzione in italiano
"Gunni e Kári eressero la pietra in memoria di ... Egli fu il miglior agricoltore nel dominio di Hákon."

## U 617
Questa pietra runica viene chiamata anche Pietra runica di Bro, per via della sua vicinanza alla chiesa di Bro. Fu eretta dalla stessa famiglia aristocratiche che fece realizzare la scultura di Ramsund e la Pietra runica di Kjula, questo permette agli esperti di studiare la famiglia di Jarl Hakon menzionato su questi manufatti. Si pensa che il personaggio citato fosse stato Svedese e suo figlio Özurr fu il responsabile dell'organizzazione delle difese contro i raid di predoni sulle rive del lago Mälaren. Tuttavia l'unica organizzazione storicamente nota che effettuò tale difesa veniva dall'Inghilterra e di conseguenza Jarl Hakon e suo figlio Özurr furono lì attivi. Omeljan Pritsak ritiene che questo Hakon sia lo stesso citato su la Pietra runica di Södra Betby, il cui figlio andò a ovest, vale a dire in Inghilterra. Pertanto questo Jarl Hakon svedese potrebbe essere lo stesso Jarl Hakon che in seguito risulta essere norvegese.
Sia nel caso fosse stato norvegese o svedese, questo Jarl Hakon è stato identificato con il capo variago Jakun, menzionato nella Cronaca di Radzivill.

### Traslitterazione in caratteri latini
kinluk × hulmkis × tutiR × systiR × sukruþaR × auk × þaiRa × kaus × aun × lit × keara × bru × þesi × auk × raisa × stain × þina × eftiR × asur × bunta * sin × sun × hakunaR × iarls × saR × uaR × uikika × uaurþr × miþ × kaeti × kuþ × ialbi × ans × nu × aut × uk × salu

### Trascrizione in norreno
Ginnlaug, HolmgæiRs dottiR, systiR SygrøðaR ok þæiRa Gauts, hon let gæra bro þessa ok ræisa stæin þenna æftiR Assur, bonda sinn, son HakonaR iarls. SaR vaR vikinga vorðr með Gæiti(?). Guð hialpi hans nu and ok salu.

### Traduzione in italiano
"Ginnlaug, figlia di Holmgeirr e Sigrøðr e sorella di Gautr, fece questo ponte ed eresse questa pietra in memoria di Ôzurr, suo marito, figlio dello Jarl Hákon. Egli fu il vichingo che guardò con Geitir(?). Adesso possa Dio proteggere il suo spirito e la sua anima."

## Sm 76
Di questa pietra runica rimane solo il frammento in foto, ma prima che fosse distrutta fu studiata dagli specialisti. Il frammento si trova nel giardino della locanda di Komstad, Småland. Fu eretta da una gentildonna in memoria di Vrái, maresciallo dello Jarl Hákon, probabilmente identificato con Håkon Eiriksson. Qualche tempo prima, Vrái eresse la Pietra runica di Sävsjö in memoria di suo fratello Gunni che perse la vita in Inghilterra.

### Traslitterazione in caratteri latini
[tufa : risti : stin : þina : eftiR : ura : faþur : sin : stalar]a : hkunaR : [iarls]

### Trascrizione in norreno
Tofa ræisti stæin þenna æftiR Vraa, faður sinn, stallara HakonaR iarls.

### Traduzione in italiano
"Tófa eresse questa pietra in memoria di Vrái, suo padre, maresciallo dello Jarl Hákon."